# Psychotria argoviensis
Psychotria argoviensis är en måreväxtart som beskrevs av Julian Alfred Steyermark. Psychotria argoviensis ingår i släktet Psychotria och familjen måreväxter. Inga underarter finns listade i Catalogue of Life.